# Gmina Piran
Gmina Piran (słoweń.: Občina Piran) – gmina w Słowenii. W 2002 roku liczyła 16800 mieszkańców.

## Miejscowości
Miejscowości wchodzące w skład gminy Piran:
- Dragonja (wł. Dragogna),
- Lucija (wł. Lucia),
- Nova vas nad Dragonjo (wł. Villanova di Pirano),
- Padna (wł. Padena),
- Parecag (wł. Parezzago),
- Piran (wł. Pirano) – siedziba gminy,
- Portorož (wł. Portorose),
- Seča (wł. Sezza),
- Sečovlje (wł. Sicciole),
- Strunjan (wł. Strugnano),
- Sveti Peter (w latach 1954–1992 Raven).